# Flerhornig hammarhaj

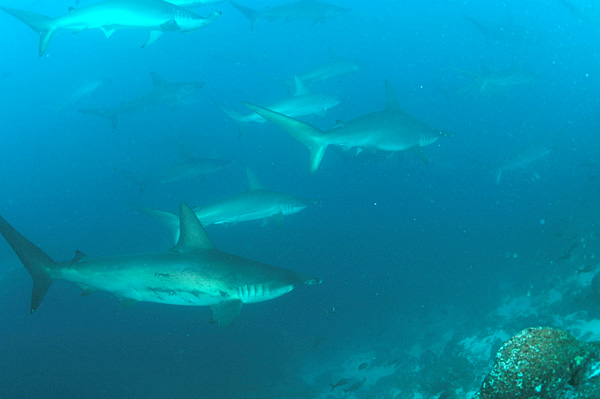

Flerhornig hammarhaj (Sphyrna lewini) lever i tempererade och tropiska vatten och är en av de mest utbredda av hammarhajarterna.
Arten förekommer nästan i alla tempererade och tropiska hav nära kusterna. Den dyker till ett djup av 1045 meter. De största exemplaren är 370 till 420 cm långa. Könsmognaden infaller för honor vid en längd av 200 till 250 cm och för hannar vid 140 till 200 cm. Honor lägger inga ägg utan föder 12 till 40 levande ungar. De är vid födelsen 31 till 57 cm långa. Uppskattningsvis blir honor könsmogna när de är 13 år gamla och de kan leva 35 år.
Flerhornig hammarhaj fiskas som matfisk och den hamnar som bifångst i fiskenät. Det befaras att hela populationen minskade med mer än 80 procent under de gångna 72 åren (räknad från 2018). IUCN listar arten som akut hotad (CR).